# حیره
حیره (به عربی: الحيرة، al-Ḥīra)، یکی از شهرهای استان نجف در کشور عراق است. حیره از شهرهای قدیم میان‌رودان که در نزدیکی ۶٫۵ کیلومتری جنوب شهر نجف کنونی قرار گرفته‌بود به شمار می آید. حیره توسط شاپور یکم ساخته شد و او مهرزاد مرزبان حیره را برای حصار اعراب گماشت.

## تاریخ حیره
این شهر پایتخت ملوک لخمی بود که آن‌ها نیز خود فرمان‌بردار شاهنشاهان ساسانی بودند. با بزرگ شدن شهر کوفه، از آبادانی حیره کاسته شد و سپس به تدریج از میان رفت. نام حیره از ریشه‌ای آرامی به معنی اردوگاه مرکب از خیمه‌ها است.
حکومت ساسانی دولت حیره را در مجاورت بادیه عراق بنیان نهاد تا هم از برخورد مستقیم دو امپراتوری (ایران وروم) جلوگیری کند و هم در نبرد با روم از یاری آن برخوردار شود.
این منطقه از مراکز مهم فرهنگی اعراب بوده و از این مرکز ساز ایرانی بربط به دنیای عرب معرفی گردید.
همزمان با سقوط اشکانیان و اغتشاشاتی که در بخش شرقی امپراتوری روم و به خصوص در شهر تدمر پیدا شد، شهری در کرانه فرات به وجود آمد که در تاریخ تازیان از یک سو و از سوی دیگر، در تاریخ ایران نقشی چشم‌گیر بازی کرد و مرکز آمیزش این دو نژاد گردید.
در یک فرسخی جنوب کوفه شهر حیره قرار داشت. نام این شهر در کتاب‌های سریانی و رومی نیز علاوه بر کتب عربی به عنوان شهری ایرانی فراوان ذکر شده. تاریخ این شهر اساساً از تاریخ ایران جدا نیست. چیزی که تا حدی تاریخ‌های عرب را سر و سامان می‌بخشد، تاریخ‌های یونانی و لاتینی است که خود در جنگ‌های ایران و روم دخالت مستقیم داشتند و در این باره خاموش ننشسته‌اند. این تاریخ‌ها از اعراب حیره به نام (اعراب ایران) و از غسانیان به عنوان (اعراب روم) نام می‌برند.
هیچ وسیله‌ای نیست که بتوانیم در مورد اصل اعراب یا دیگر ساکنان حیره نظری دقیق ارائه دهیم؛ زیرا روایات موجود سخت مبهم و افسانه‌آمیز است. در میان این قبایل نام تَنوخ بیستر به چشم می‌خورد و ایشان در حدود حیره و شهر انبار (یا پیروز شاپور) در چادرهای خود می‌زیستند. این اعراب ممکن است در زمان اغتشاشات داخلی اشکانیان در عراق جای گرفته باشند. لکن تردید نیست که آمدن ایشان به عراق آرام و بدون خون‌ریزی رخ نداده است. اما همین که بدویان در این نواحی جای می‌گزیدند، دیگر بیرون راندن آنان سخت دشوار می‌گشت. به این جهت شاهان ایرانی می‌کوشیدند از این بدویان، شهرنشینانی بسازند که ضمناً سدی در مقابل دیگر تازیان بیابان‌گرد شوند.
گروه بزرگی از ساکنان حیره را عباد می‌خواندند و اینان بدون تردید همان مسیحیان حیره بودند. در اینکه اصل واژه عباد چیست و عباد خود از کجا آمده‌اند، سخن بسیار رفته است که اغلب خالی از افسانه نیست. گویند گروهی نزد کسری انوشیروان رفتند که نامشان همه با عبد شروع می‌شد. کسری گفت: پس شما همه عباد هستید. یا چون شاهپور به آنان حمله کرد، ایشان شعاری از این قرار برگزیدند: یا آل عبادالله، از آنجا آن‌ها را عباد خواندند. لکن ایشان گروهی شهرنشین بودند که به قول روتشتاین از قبایل گوناگون تشکیل یافته بودند زیرا خانواده‌هایی بزرگ که از آن میان نامشان باقی‌مانده همه از قبایل گوناگون بودند مانند: خانواده عدَیِ بن زید (از تمیم)، بنومَرِینا (از لَخم) و بُقَیله (از ازد).
حلیفیان مردمان نقاط گوناگونی بودند که به حیره روی آورده با ساکنان آن هم‌پیمان شده بودند و خود را تحت حمایت ایشان نهاده بودند. ظاهراً این حلیفان از دزدان و غارتگران و جانیان که زندگی فقیرانه‌ای داشتند تشکیل یافته بود.
علاوه بر آنچه گذشت تردیدی نیست که دسته‌های دیگری به صورت اقلیت در شهر حیره ساکن شده بودند. از آن جمله‌اند ساکنان عراق قدیم که از بقایای بابلیان و سریانیان بوده و به نام نبطی شهرت داشتند. لهجه خاص این افراد در لهجه عربی اصیل حیره بی‌تاثیر نبوده است.
اگرچه از ساکنان ایرانی حیره اطلاع دقیقی نداریم، لکن به قطع می‌توان گفت که خانواده‌های متعددی از پارسیان به حیره کوچیده بودند. از سوی دیگر می‌دانیم که برخی از پادشهان ایران دسته‌هایی سپاه که مسلماً ورزیدگی فراوان داشتند در اختیار امیران حیره قرار می‌دادند. برخی از این سپاه‌ها مدتی نزد ایشان می‌ماندند و سپس جای خود را به دسته‌های تازه‌ای می‌سپردند. از آن جمله است سپاهی که به شهباء یا وضائع شهرت یافته بود و تحت فرمان نعمان اول قرار داشت.
علاوه بر ایرانیان، دسته‌هایی از یهودیان نیز بودند که ظاهراً بعد از اسارت بزرگ بابل در این ناحیه ساکن بودند و برای خود مدارسی ساخته و رییسی داشتند. همچنین گروهی از بت‌پرستان که شاید اکثریت اهل حیره را تشکیل می‌دادند در آن‌جا ساکن بودند. از سوی دیگر گروه بیشماری از اهل حیره به آیین مسیحیت گرویده بودند که به دسته‌های مختلفی تقسیم می‌شدند و هر دسته از یکی از مذاهب نصاری پیروی می‌کردند. در این میان نسطوریان بزرگ‌ترین جمعیت مسیحی را تشکیل می‌دادند. دلیل آن نیز پناهنده شدن گروهی از ایشان به دربار ایران و حمایت ساسانیان از آیین آنان بوده است.
لخمی‌ها تا به‌طور تقریبی تا سال ۶۰۲ میلادی (سال دقیق زندانی شدن و قتل نعمان سوم به‌درستی مشخص نیست) بر سر کار بودند، در این زمان خسرو پرویز بر نعمان سوم پسر منذر و ملقب به ابوقابوس واپسین شاه این دودمان بدگمان شد و او را کشت و به روایتی در زیر پای فیل افکند. دلیل این بدگمانی را برخی این نوشته‌اند که او شکست خود از بهرام چوبین را قصور نعمان می‌دانست. برخی نیز پیروی نعمان از آیین نسطوری که مخالف با کیش همسر رومی خسرو بوده را موجب دسیسه برای کشتنش دانسته‌اند. از آن پس سرزمین زیر فرمان لخمی‌ها، به‌طور مستقیم زیر نظر شاهنشاهی ایران کنترل می‌شد.
خسرو پرویز بعد از کشتن نعمان سوم، ایاس بن طائی را به جای وی والی حیره و تمامی ولایاتی کرد که به دست نعمان بود. ایاس قریب ۹ سال نظر به روایات با نظارت و همدستی یک نمایندهٔ ایرانی به نام نخیرگان حکومت می‌کرد. در سال ۶۱۸ میلادی پس از ایاس یک حاکم ایرانی به اسم آزادبه قریب به ۱۷ سال تا سال ۶۳۳ میلادی در آن خطه حکومت داشت. پسر نعمان سوم که منذر نام داشت و به منذر پنجم و غرور معروف شد، باز پس از چندی در سال ۱۱ هجری در موقع ارتداد قبائل عرب در بحرین سری بلند کرده و به ریاست عرب‌های مرتد انتخاب شد و چند ماهی امارت کرد ولی در جنگ جواثا یا یکی از جنگ‌های مقارن آن به دست مسلمین کشته شد و تسلطی در حیره نداشت.